# Nonoka Ozaki
Nonoka Ozaki (尾﨑 野乃香, Ozaki Nonoka), né le 23 mars 2003, est une lutteuse libre japonaise.

## Carrière sportive
Ozaki remporte la médaille d'or dans l'épreuve libre féminine des 57 kg aux Jeux olympiques de la jeunesse d'été de 2018.
Ozaki remporte l'une des médailles de bronze dans l'épreuve féminine des 62 kg aux championnats du monde de lutte 2021 à Oslo, en Norvège.
En 2022, elle remporte également la médaille d'or dans son épreuve aux Championnats du monde de lutte junior 2022 organisés à Sofia, en Bulgarie. Elle remporte également le titre espoir en -62 kg aux Championnats du monde de lutte U23 2022 organisés à Pontevedra, en Espagne. Enfin, c'est aussi une médaille d'or chez les séniors aux championnats du monde de lutte 2022.
En 2023, elle remporte le titre aux championnats du monde de lutte 2023 en -65kg à l'âge de 20 ans.